# Антоньева, Анна Петровна
Анна Петровна Антоньева (род. 29 августа 1961, Помошная) — украинский политик и бизнесмен, лидер Демократической партии Украины (с 1998 года). В 1998—2002 — народный депутат Украины III созыва. В 2002—2006 — народный депутат Украины IV созыва.

## Биография
Родилась 29 августа 1961 года в городе Помошная, Кировоградской области. В 1978—1980 годах обучалась в Александрийском педагогическом училище. В 1980—1983 — учительница начальных классов, Ивановская СШ Новоукраинского р-на Кировогр. обл. В 1983—1988 — учитель начальных классов, учитель географии, Кировоградской 8-летняя школа № 7. С 1988 года педагог-организатор, ст. педагог-организатор детско-юношеских клубов, городской молодежный центр «ТОМ», г. Кировоград. Окончила заочно исторический факультет Кировоградского пединститута (1989).
В 1988-89 — ответственный организатор отдела пропаганды и культурно-массовой работы, Кировоградского ГК ЛКСМУ. В 1990—1995 — директор, детско-юношеское спортивно-оздоровительное общество «Юниор». В 1995—1997 — директор ООО «Юниор». В 1995—1998 году генеральный директор, ПО «Артемида», одного из крупнейших производителей ликёро-волочной пролукции Украины.
С 05.1999 — член Национального совета, член Президиума Национального совета ДемПУ. 01-03.1999 — руководитель Секретариата ДемПУ. С 03.1999 — председатель ДемПУ.
В 1998—2002 — народный депутат Украины III созыва.
03.1998-04.2002 — Народный депутат Украины 3 созыва, выборный округ N 98, г. Кировогад. На время выборов: ген. дир. ПО «Артемида». Чл. фракции НДП (05.1998-02.99), чл. группы «Возрождение регионов» (02.1999-04.2001). Чл. Комитета по вопросам экономической политики, управления народным хозяйством, собственности и инвестиций (07.1998-02.99), Комитета по вопросам здравоохранения, материнства и детства (02.1999-04.2000), член Комитета по вопросам государственного строительства и местного самоуправления (с 04.2000).
В 2002—2006 — народный депутат Украины IV созыва.
04.2002-04.2006 — Народный депутат Украины 4 созыва, выб. окр. N 99, г. Кировоград, самовыдвижение. За 16,94 %, 19 соперников. На время выборов: р. деп. Украина, член ДемПУ. чл. фракции «Регионы Украины» (06.2002-01.05), внефр. (11-21.01.2005), чл. фракции Партии промышленников и предпринимателей Украины (с 03.2005). Член Комитета по вопросам экологической политики, природопользования и ликвидации последствий Чернобыльской катастрофы (с 06.2002).
В 2006—2010 — депутат Верховного совета АР Крым V созыва, избирательный блок «За Януковича!».
Президент Международного института демократии (с февраля 2000 г.).